# Hato Rey Central
Ne doit pas être confondu avec Hato Rey Norte ou Hato Rey Sur.
Hato Rey Central est l’un des dix-huit quartiers (en espagnol : barrios) de San Juan, la capitale de Porto Rico. En 2020, il comptait 14 395 habitants.